# SN 1965A
SN 1965A – supernowa typu I* odkryta 26 grudnia 1965 roku w galaktyce NGC 4410B. W momencie odkrycia miała maksymalną jasność 15,90m.